# تاكويا يوكوياما
تاكويا يوكوياما (باليابانية: 横山 拓也) (29 يونيو 1985 في شيزوكا في اليابان – )؛ هو لاعب كرة قدم ياباني سابق كان يلعب كمهاجم.

## وصلات خارجية
- تاكويا يوكوياما على موقع رابطة كرة القدم اليابانية للمحترفين (اليابانية)
- تاكويا يوكوياما على موقع قاعدة بيانات كرة القدم.إي يو (الإنجليزية)
- تاكويا يوكوياما على موقع Soccerway.com (الإنجليزية)
- تاكويا يوكوياما على موقع عالم كرة القدم.نت (الإنجليزية)